# Colegio de San Laureano

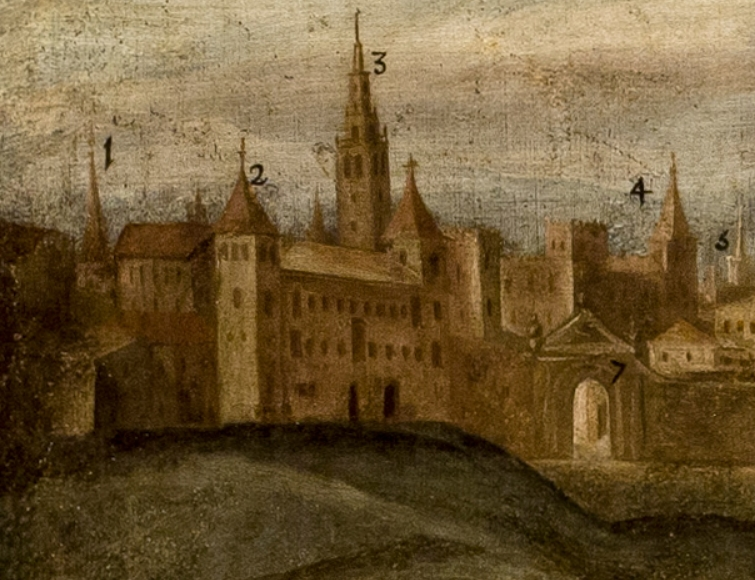
Colegio de San Laureano. 1726

El colegio de San Laureano fue fundado en Sevilla (Andalucía, España) en el siglo XVII. Era de la Orden de la Merced. El edificio dejó de ser un colegio conventual a comienzos del siglo XIX.

## Historia
En 1588 la Orden de la Merced creó la provincia de Andalucía, región que antes estaba gestionada por la provincia de Castilla. En el capítulo general de 1593 el provincial fray Francisco de Veaumont expuso la necesidad de tener en Sevilla un colegio de la orden. Veaumont aportó 1.000 ducados. El hermano de Veaumont, Juan de Castellanos y Toledo, fue nombrado patrón perpetuo del colegio y el hijo de este, fray Alonso Henríquez de Toledo y Almendáriz, aportó 420 ducados.
Para esto adquirieron un inmueble extramuros, a la derecha de la puerta Real, en el barrio de los Humeros. Era una casa-palacio con jardín y huertas que había pertenecido a Hernando Colón y que, tras su muerte en 1539, fue subarrendada. Posteriormente, había quedado casi abandonada. Por deudas, pasó a ser propiedad en 1563 del banquero Franco Leardo y, por la quiebra de su banco, a la corona. A finales del siglo XVI se encontraba ocupada en arrendamiento vitalicio, al menos desde 1578, por el ceramista genovés Tomás Pessaro, donde tenía su fábrica. En 1582 Pessaro fue fundador de una cofradía de luz dedicada a la Virgen del Villaviciosa en un hospital de la calle Colcheros. Con la desaparición de este por la fusión de hospitales de 1587 esta cofradía se trasladó a la capilla que tenía la casa de Hernando Colón.
Así mismo, desde 1587 la Hermandad del Santo Entierro se estableció también en la capilla que tenía la casa de Hernando Colón. La hermandad también disponía de parte del jardín y de los corrales de la antigua vivienda. La Hermandad del Santo Entierro se fusionó con la de la Virgen de Villaviciosa, que pasó a tener a ambos titulares.
En el año 1600 la Orden de la Merced acordó con la Hermandad del Santo Entierro la cesión del templo a cambio de una renta. Esta pasó a ser la iglesia del colegio, con el nombre de Iglesia del Monte Calvario y Entierro de Cristo. La hermandad continuó usando esta iglesia para sus actividades religiosas. El colegio fue fundado en 1601 y tuvo el título de San Laureano.
Se acometió la construcción de un colegio de nueva planta, que fue lenta dada la escasez de medios. La construcción contó con donaciones económicas del provincial fray Diego de Gatica, enterrado en el colegio en 1667. La Hermandad del Santo Entierro aportó 1.100 ducados para las obras de la iglesia, que fueron finalizadas hacia 1697. Las obras del colegio conventual finalizaron en 1714.
Entre 1604 y 1614 los mercedarios calzados convivieron con los mercedarios descalzos en el colegio conventual, antes de que estos fundasen un convento propio en la ciudad.
En 1766 se decretó la reducción de religiosos y el convento pasó de 22 a 8 miembros.
En 1808 comenzó la Guerra de la Independencia en España contra las tropas de ocupación francesas. El 14 de marzo de 1809 el Real Colegio de Artillería trasladó su sede del Alcázar de Segovia al Colegio del San Laureano. El Real Colegio de Artillería contó en este edificio con un coronel, un teniente coronel, tres capitanes, un subteniente, 48 caballeros cadetes, 7 cadetes supernumerarios y 17 dependientes (capellán, picador, domador, maestro de bailes, tambor, pífano, ayudas de cámara, mozos de aseo, segundo enfermero, cocinero, ayudante de cocina y sastres).
En 1810, debido a la invasión francesa de Sevilla, el colegio conventual fue exclaustrado, expoliado y quedó en ruinas. Tras la expulsión de los franceses, los frailes regresaron al mismo en 1814. En 1817 un incendio en unos almacenes de madera y jabón colindantes afectó al colegio conventual, que fue abandonado. Fue desamortizado en 1835. Fue usado como cárcel y almacén de provisiones del ejército. En 1848 el general Lara compró el edificio y lo reformó para usarlo como almacén: preservó la nave de la iglesia, sustituyendo la bóveda, unificó los dos claustros y eliminó las galerías con columnas, creando un gran patio central. En el siglo XX se instalaron en este edificio casas de vecindad, bares, tabernas, garajes, talleres y un cine de verano. En la actualidad, está reformado como un edificio de viviendas.
El Archivo de Protocolos Notariales se instaló en 1869 en el antiguo Convento de San José, que había sido de los mercedarios descalzos. En 1899 se trasladó a la iglesia del antiguo Colegio de San Laureano. Finalmente, en 1927 puso su sede en la iglesia del antiguo Convento de Monte-Sion, que había sido de los dominicos.
En el Museo Goya de Castres se encuentra el cuadro de Jesús servido por ángeles, atribuido a Juan Valdés Leal de entre 1660 y 1665, que puede haber sido procedente de este convento.
Juan de Godoy Gamero pintó quince cuadros de la vida de San Pedro Nolasco en 1715 y un biombo verde y blanco con figuras en sus tableros para este convento, pero estas obras se encuentran en paradero desconocido y no se conocen otras obras de este pintor.